# Лазнув
Лазнув (пол. Łaznów) — село и солецтво в Польше, в Лодзинском воеводстве, в Томашувском повете, в сельской гмине Рокицины.

## История
Первое упоминание с 1128 года. Солецтво на основе магдебургского права с 6 сентября 1332 года. Государственная собственность с 1799 года. Со времен Царства Польского Лазнув был административным центром гмины Лазнув, существующей до 20 сентября 1953 года. С 1975 по 1998 год село входило в упразднённое Петроковское воеводство.

## Транспорт
Остановочный пункт Лазнув на железнодорожной линии Варшава — Катовице, построен в 1947 году.

## Достопримечательности
- руины кирпичной усадьбы с XVIII века
- деревянный католический приходской костёл св. Девы Марии Царицы Розария построен в 1755—1756 годах
- деревянная колокольня с XVIII/XIX века
- вблизи села располагается Заповедник Лазнув площадью 60,83 гектар, организован 19 апреля 1979 года в целях сохранения леса с доминированием пихты (68,5 %)

## Фотографии

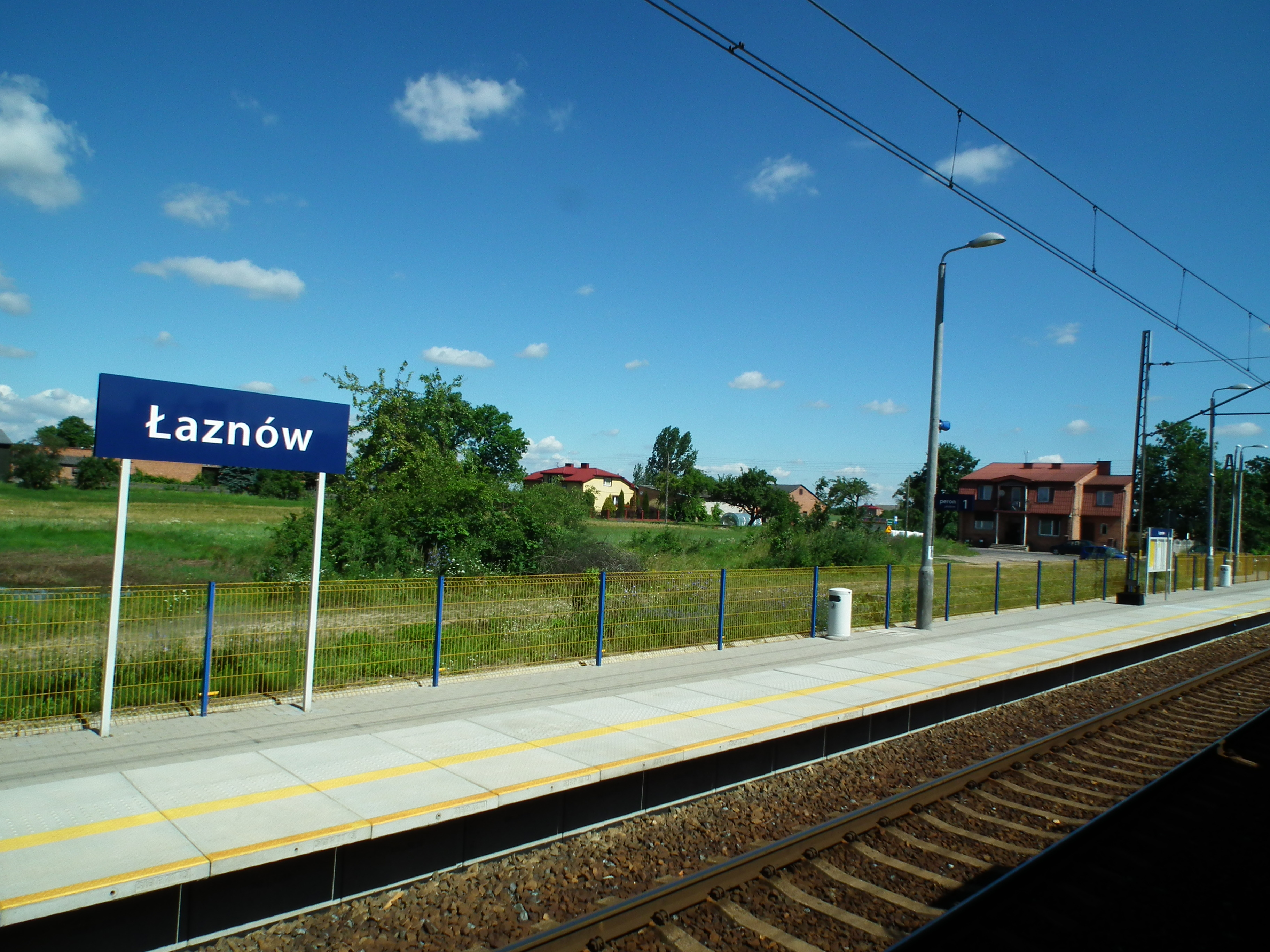
Железно-дорожная станция
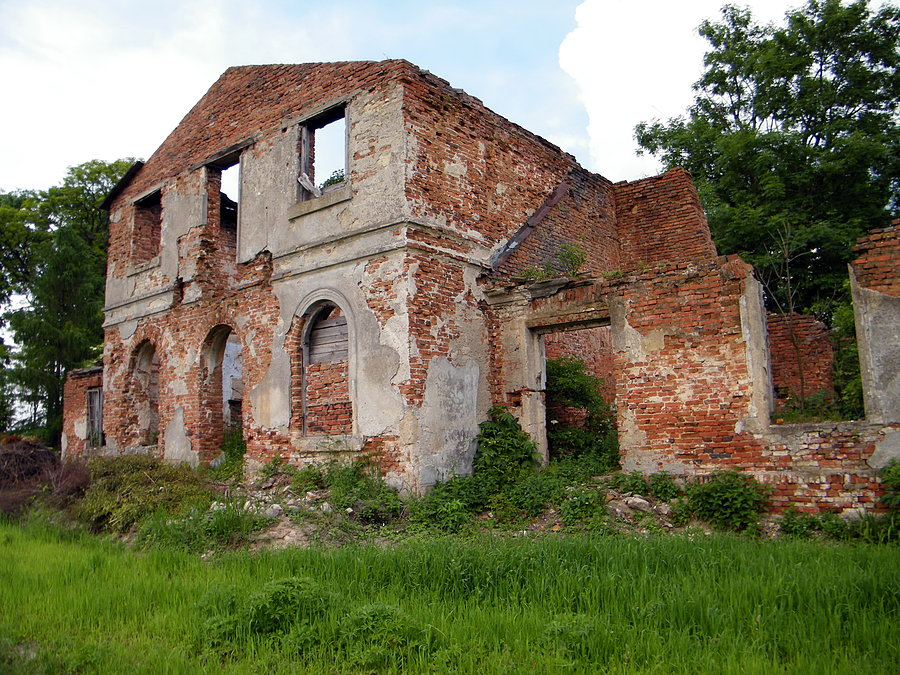
Руины усадьбы
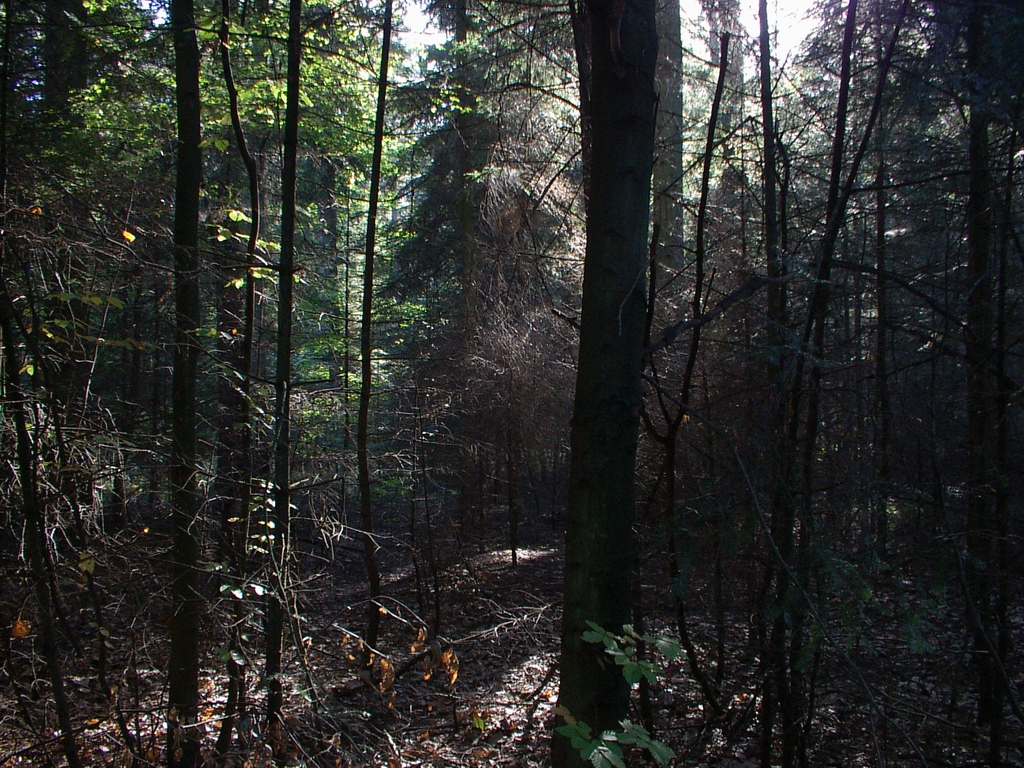
Заповедник Лазнув